# Dolmen de la Pierre des Fades
Le dolmen de la Pierre des Fades, aussi dénommé dolmen du Colombier, est un dolmen situé sur la commune de Saint-Jean-d'Aubrigoux dans le département français de la Haute-Loire.

## Historique
L'édifice est classé au titre des monuments historiques en 1987.

## Description
C'est un dolmen simple constitué de trois orthostates. La table de couverture, dont la surface atteignait 6 m2, a été retirée et réutilisée dans une étable.
Des fouilles clandestines auraient livré trois silex taillés et des tessons de céramique peu caractéristiques.

## Folklore
Selon la légende, le dolmen était un lieu fréquenté par les fées (Fades).